# 卡洛亞諾沃
42°21′N 24°44′E / 42.35°N 24.73°E

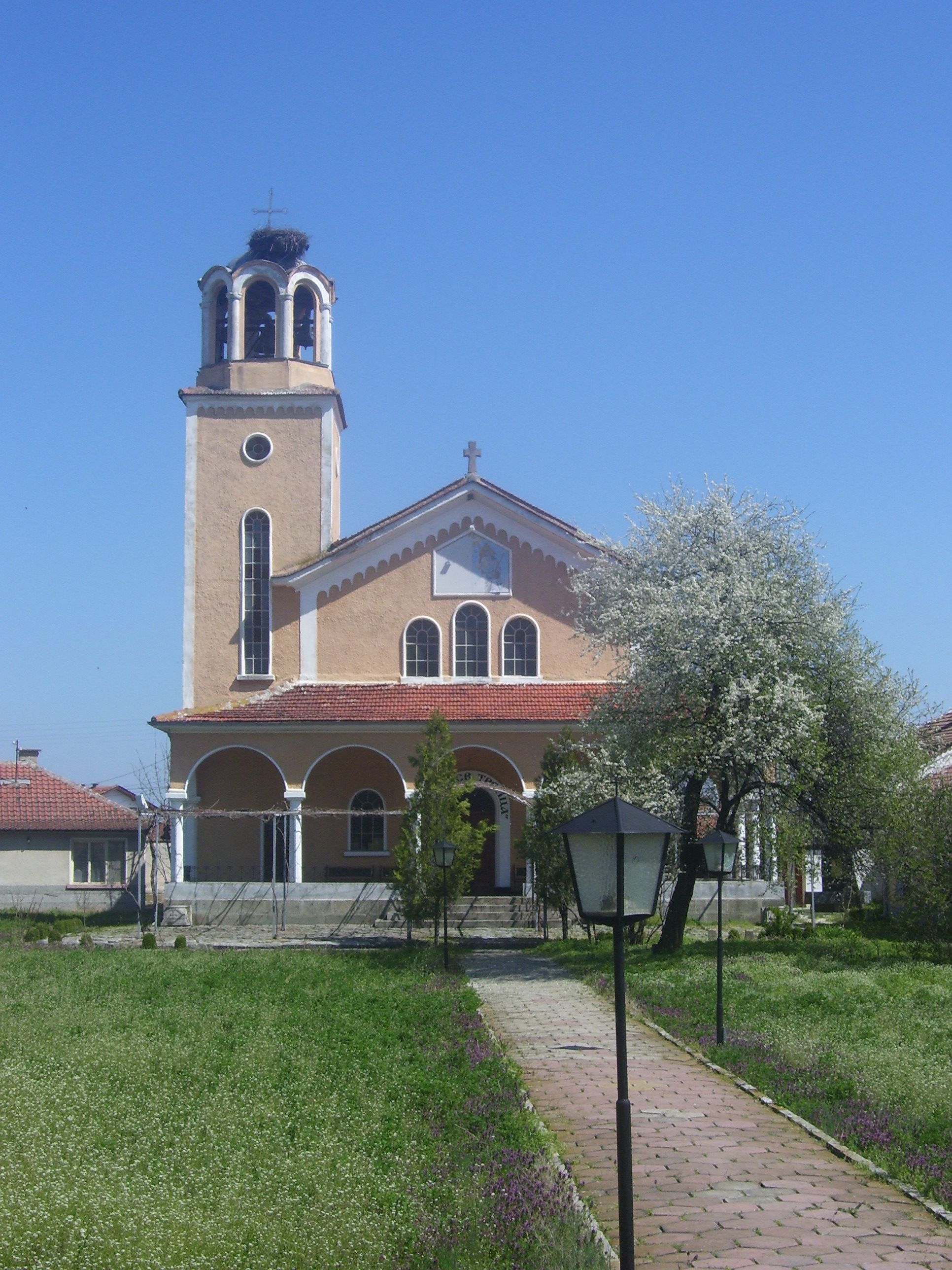

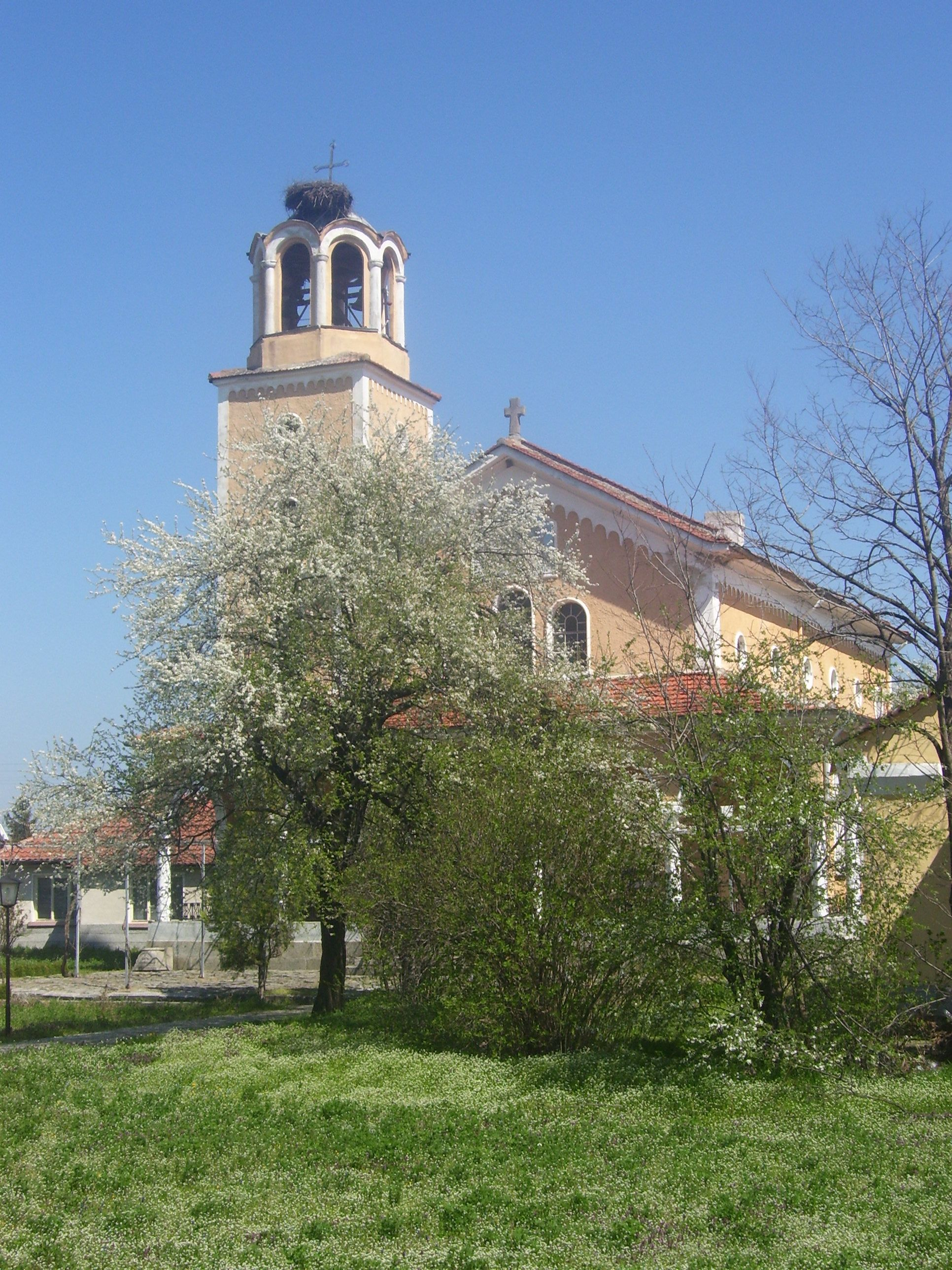

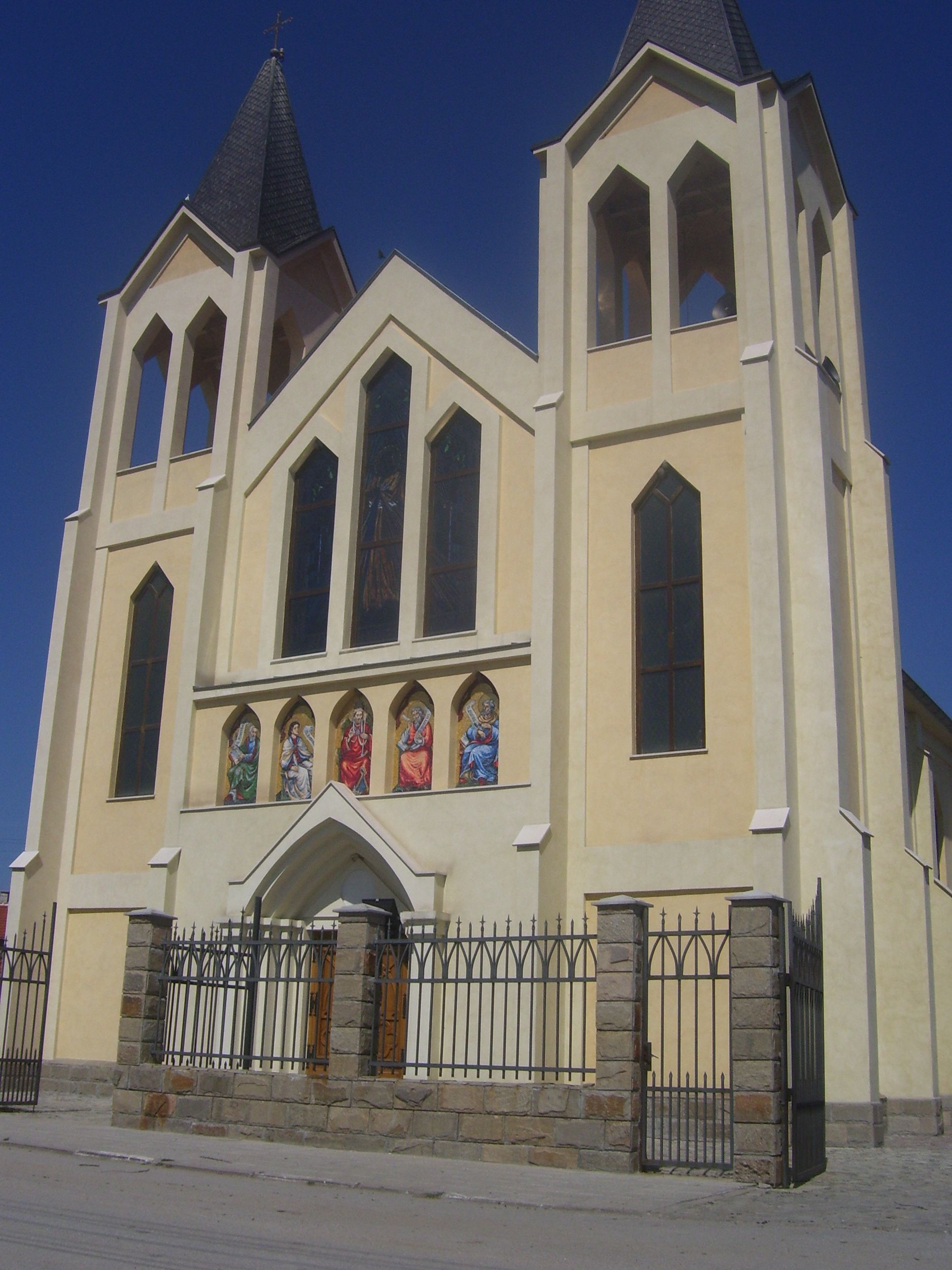

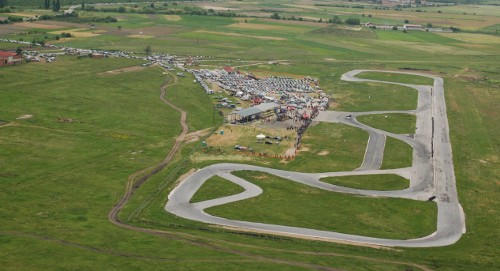

卡洛亞諾沃，是保加利亞中部普羅夫迪夫州卡洛亞諾沃市鎮的村庄及行政中心，面積34.59平方公里，海拔高度198米，2015年人口2,605，人口密度每平方公里59.7人。